# Райчанський потік
Райчанський потік (словац. Rajčiansky potok) — річка в Словаччині, ліва притока Бебрави, протікає в округах Бановці-над-Бебравою; Партизанське і Топольчани.
Довжина приблизно 5.8-6.8 км. Витік знаходиться в масиві Подунайські пагорби (геоморфологічна підодиниця Нітранські пагорби); на висоті близько 260-265 метрів.
Протікає територією сіл Худа Легота і Райчани. Впадає у Бебраву на висоті приблизно 170-175 метрів.